# پروکلس لیکایوس

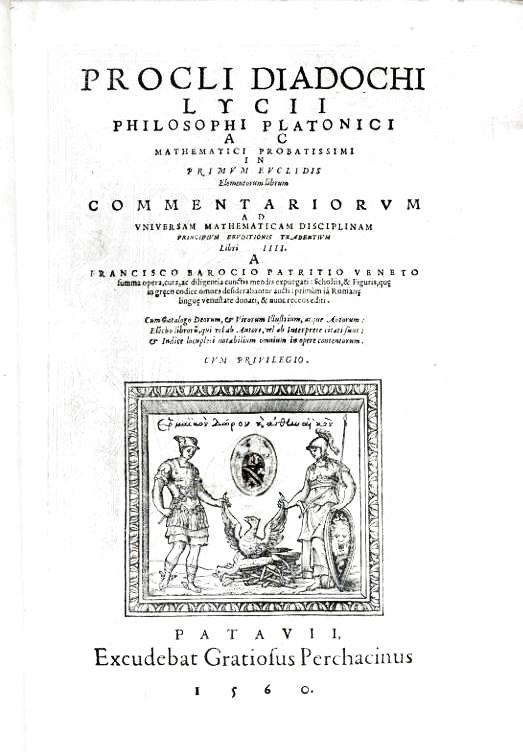
اولین چاپ لاتین یکی از آثار مهم پروکلوس لیکیوس (۴۱۲-۴۸۵)، مؤسس و رئیس مکتب نوافلاطونی آتن: تفسیری بر اولین کتاب «عناصر هندسه» اقلیدس، «قدیمی‌ترین کتاب درسی ریاضی در جهان هنوز هم امروزه مورد استفاده رایج است" (PMM). شامل متن قضایا است که در چارچوب‌های تزئینی چوب‌تراشی و نمودارهای هندسی تنظیم شده‌اند. ویراستار و مترجم فرانچسکو باروزی (۱۵۳۷-۱۶۰۴) در دانشگاه پادوآ تدریس می کرد. او بعداً به جادوگری متهم شد (به ویژه گفته می شود که او باعث ایجاد طوفان سیل آسا بر سر کرت زادگاهش شده است) و توسط تفتیش عقاید در سال ۱۵۸۷ محکوم شد. اولین ترجمه مهم این اثر، زیرا بر اساس نسخه های خطی بهتری نسبت به تلاش های قبلی انجام شده بود. ترجمه که در سال ۱۵۶۰ منتشر شد، توسط باروسیوس در بیست و دو سالگی به پایان رسید.»

پروکلس لیکایوس (به انگلیسی: Proclus Lycaeus) (به یونانی: Πρόκλος ὁ Διάδοχος) (زاده ۸ فوریه ۴۱۲ – درگذشته ۱۷ آوریل ۴۸۵)، یک فیلسوف نوافلاطونی یونانی بود. او آخرین فیلسوف بزرگ دوران کلاسیک به شمار می‌آید. می‌توان پروکلس، پس از فلوطین از جمله تاثیرگذارترین فیلسوفان نو افلاطونی دانست که بر فلسفه و کلام اسلامی-مسیحی و یهودی تاثیر گذاشته‌اند.

کتاب پایه‌های الهیات (Elements of Theology) نوشته پروکلس تأثیری به جای ماندنی بر فلسفه در حال شکل گیری، در فرهنگ اسلامی و حتی بر برخی نحله‌های نظری عارفان نهاد.

مهمترین نوشته‌های وی یاداشت‌هایی است که درباره دیالوگ‌های افلاطون نوشته و در آن‌ها وی سیستم فلسفی خود را ارائه داده‌است.

## نوشته‌های پروکلس
1. الهیات افلاطونی (platonic theolgy).
2. ریشه‌های الهیات (Elements of Theology)
3. پایه‌های فیزیک (element of physics)
4. یادداشت‌های بر دیالوگ‌های افلاطون

- شرح رساله کراتیلوس (Commentary on Plato's Cratylus)
- شروح رساله پارمیندس (Commentary on Plato's Parmenides)
- شرح رساله تیمائوس (Commentary on Plato's Timaeus)
- شرح بر جمهوریت (Commentary on Plato's Republic)
- شرحی رساله مبانی اقلیدس (A Commentary on the First Book of Euclid's Elements)